# Jõhvi (dorp)
Jõhvi is een plaats in de Estlandse gemeente Jõhvi, provincie Ida-Virumaa. De plaats wordt meestal Jõhvi küla (‘dorp Jõhvi’) genoemd om ze te onderscheiden van de stad Jõhvi, die in dezelfde gemeente (en direct ten noorden van het dorp) ligt.

## Bevolking
Het dorp had 426 inwoners op 31 december 2011 en 376 inwoners op 31 december 2021.